# Francesco Arcudi
Francesco Arcudi (Soleto, 1596 – Nusco, 7 ottobre 1641) è stato un vescovo cattolico italiano.

## Biografia
Illustre esponente del clero greco-ortodosso e cultore della lingua greca insieme al padre Antonio Arcudi (1554-1612) che aveva tradotto in greco il Breviario romano ad uso del clero greco-otrantino e ceduto nel 1606 alla costituenda Biblioteca Ambrosiana di Milano numerosi codici greci.
A seguito del Concilio di Trento 1564 il sinodo provinciale voluto dall'arcivescovo di Otranto (Pedro Corderos) nel 1583-84 gli commissionò la traduzione in greco del Breviario romano a cui Antonio Arcudi lavorò per 14 anni. Il rito greco fu smesso ufficialmente nel 1598 in tutto il Salento e quindi Antonio Arcudi fu il primo arciprete di Soleto di rito latino. Benché giudicato con favore, il nuovo breviario greco suscitò polemiche reazioni negli altri preti che accusarono l'autore di connivenza con la chiesa latina e lo bollarono come "scorpione" ovvero traditore.
La famiglia Arcudi teneva a Soleto una scuola in lettere greche e nel 1571 l'arcidiacono Pietro Antonio Arcudi (vedi epistola del 1571 Vat. lat. 6411, f. 123) scriveva al cardinale Guglielmo Sirleto di avere 30 alunni già istruiti in latino (tra cui il crotonese Giano Pelusio) che presso di lui studiavano i classici greci e la grammatica ed elencando i numerosi testi a disposizione tra cui "Sophocle, Homero, Aristophane, Luciano, Demostene, Aristotele.
Francesco Arcudi, figlio di Antonio, era nato nel 1596 e nel 1624 era già protopapa di Soleto. Allievo del Collegio greco di S. Atanasio a Roma, sotto i domenicani studiò filosofia e teologia fino al dottorato ed alla nomina sacerdotale. Colto e forbito oratore predicava in lingua greca dai pergami di Calimera, Zollino, Sternatia.
Vicino al cardinale Barberini, poi papa Urbano VIII, ottenne la dignità episcopale nel 1639 e resse la diocesi di Nusco fino al 1641.

## Genealogia episcopale
La genealogia episcopale è:
- Cardinale Guillaume d'Estouteville, O.S.B.Clun.
- Papa Sisto IV
- Papa Giulio II
- Cardinale Raffaele Sansone Riario
- Papa Leone X
- Papa Paolo III
- Cardinale Francesco Pisani
- Cardinale Alfonso Gesualdo di Conza
- Papa Clemente VIII
- Cardinale Pietro Aldobrandini
- Cardinale Laudivio Zacchia
- Cardinale Antonio Barberini, O.F.M.Cap.
- Cardinale Alessandro Cesarini
- Vescovo Francesco Arcudi, C.R.